# Shadia Mansour
Shadia Mansour (en árabe شادية منصور, Shādīa Manṣūr) (Londres, 1985) también conocida como «la primera dama del hip hop árabe», es una cantante de hip hop y MC británico-palestina.

## Biografía
Nacida en Londres, Shadia Mansour pertenece a una familia palestina cristiana de Haifa y de Nazaret, la ciudad árabe más grande de Israel. Desde joven, acompañaba a sus padres a manifestaciones a favor de la causa palestina y empezó a cantar desde los cinco o seis años. Poco a poco se dio a conocer en la comunidad palestina londinense cantando canciones de protesta en árabe clásico. Estudió artes escénicas en Londres y participó en muchas obras teatrales y musicales. Después de graduarse, obtuvo un diploma de entrenamiento personal, una profesión que le ha permitido financiar su debut musical.
Empezó a cantar rap por casualidad en 2003 en Ámsterdam, donde había sido invitada a formar parte de los coros del rapero sirio Eslam Jawaad y del colectivo de hip hop Arap. En 2007, empezó a colaborar con el rapero Mahmoud Jreri, y en 2008 realizó su primeras actuaciones en Cisjordania donde actuó con los hermanos Tamer y Suhell Nafar del grupo de rap palestino DAM, oriundos de la ciudad de Lod, en Israel. Estas colaboraciones y esta primera gira palestina la llevaron a descubrir la complejidad de la política y de la sociedad palestina, y a suavizar su postura inicial para no apoyar ni a Hamás ni a Fatah y llamar a su reconciliación.
En 2009, Shadia realizó una gira por los Países Bajos con una orquesta y un coro de niños para el proyecto Symphony Arabica. También abrió el festival Anual Black August Benefit para presos políticos al lado de raperos como Q-Tip, EPMD e Immortal Technique, y protagonizó el Arab World Fest en Milwaukee. Realizó giras por los Estados Unidos e hizo de telonera para Busta Rhymes y Mobb Deep en el legendario Palladium Club de Nueva York. Ha colaborado también en el álbum de 2009 de The Narcicyst, en la canción Hamdullilah, y en el remake de Lowkey de Long Live Palestine. Chuck D, líder del grupo Public Enemy, la ha incluido en su portal SHEmovement.com dedicado a raperas femeninas.
En 2010, Shadia Mansour y el rapero anglo-irakí Lowkey acompañaron al escritor Norman Finkelstein en una gira por los Estados Unidos llamada Free Palestine Tour, con motivo del lanzamiento de su libro This Time We Went Too Far, sobre la invasión israelí de la Franja de Gaza en 2008.
Su primer sencillo, Al kufiyyeh arabeyyeh (La kufiyya es árabe), ha sido producido por la marca SLAMjamz del rapero Johnny Juice Rosado (productor del grupo Public Enemy), y cuenta con la participación de M-1 del grupo estadounidense dead prez.
En 2014, colaboró con la rapera chilena Ana Tijoux en el tema Somos sur de su LP Vengo.
En 2020, Mansour colaboró con el grupo palestino jordano de música shamstep 47Soul, así como con la rapera Fedzilla, en la canción Border Ctrl, sobre las experiencias compartidas de violencia fronteriza y colonialismo entre palestinos y latinoamericanos.

## Influencias e impacto cultural
Los cantantes árabes clásicos Umm Kulthum, Fayrouz, Abdel Halim Hafez y Mohammad Abdel Wahab influenciaron su formación musical. Entre sus mentores políticos y culturales, cita al poeta palestino Mahmoud Darwish, el escritor y experto en ciencias políticas Norman Finkelstein, el lingüista y filósofo Noam Chomsky, el autor y musicólogo Edward Said, y los periodistas John Pilger y Robert Fisk. Su primo, el actor, escritor y director de teatro Juliano Mer-Khamis, tuvo una influencia decisiva en su formación y en sus opiniones.
Shadia Mansour canta en árabe y en inglés. Las letras de sus canciones tiene un fuerte componente político y admite que puedan parecer hostiles, pero que son una forma de resistencia no violenta. Es considerada una de las estrellas de la escena árabe de hip hop, y enfoca su carrera como una Intifada musical contra la opresión, en especial contra la ocupación de Palestina, la represión contra las mujeres y la oposición conservadora a su música. Pertenece a una nueva generación de raperos de Oriente Medio, en particular de Palestina, decididos a reafirmar su identidad árabe ante los intentos de hacerla desaparecer culturalmente.